# 竜王駅

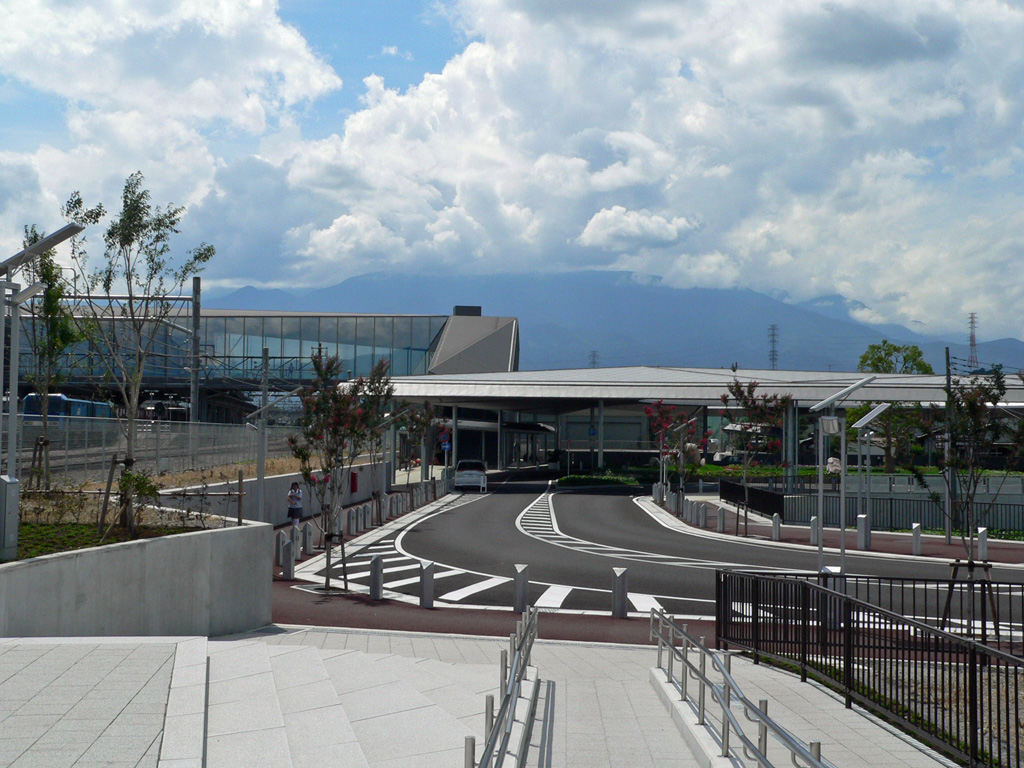
北口（昇仙峡ゲート）（2010年7月）

竜王駅（りゅうおうえき）は、山梨県甲斐市竜王新町にある、東日本旅客鉄道（JR東日本）・日本貨物鉄道（JR貨物）中央本線の駅である。駅番号はCO 44。
甲斐市の代表駅である。特急「かいじ」のうち、2往復が当駅始発（2・6号）および終着（47・51号）となっている。その他の特急は当駅を通過する。

## 歴史
- 1903年（明治36年）12月15日：国有鉄道甲府・韮崎間の開通時に開業[6]。一般駅[3]。旧仮名遣いは「龍王（りうわう）」[7]。
- 1909年（明治42年）10月12日：線路名称の制定により、中央東線（のちの中央本線）所属駅となる[8]。
- 1985年（昭和60年）3月14日：荷物の扱いを廃止[3]。
- 1987年（昭和62年）4月1日：国鉄分割民営化により、JR東日本・JR貨物の駅となる[3][9]。
- 1988年（昭和63年）6月1日：コンテナ貨物の取り扱いを開始。
- 2001年（平成13年）12月1日：「かいじ」1往復が当駅発着になる。
- 2004年（平成16年）10月16日：ICカード「Suica」の利用が可能となる[10]。東京近郊区間に編入される[10]。
- 2005年（平成17年）12月10日：石油輸送の高速貨物列車を新設。
- 2008年（平成20年）3月24日：新駅舎の供用を開始[11]。同時にSuica対応自動改札機などを設置。なお、新駅舎は建築家の安藤忠雄が設計したものである[11]。
- 2010年（平成22年）3月27日：南北駅前広場が完成し、全面供用を開始[12]。
- 2017年（平成29年）3月31日：KIOSK竜王1号店が閉店[13]。
- 2018年（平成30年）7月1日：E353系「かいじ号」初列車の出発式を「かいじ102号」で実施[14]。
- 2020年（令和2年）11月30日：みどりの窓口の営業を終了[4][5]。
- 2021年（令和3年）2月1日：話せる指定席券売機を導入[4][5]。

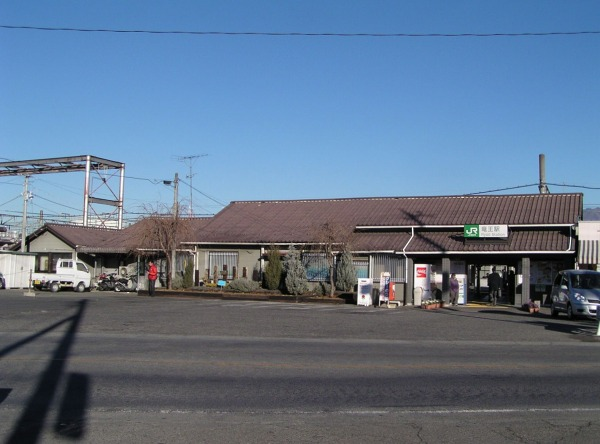
旧駅舎（2005年12月）
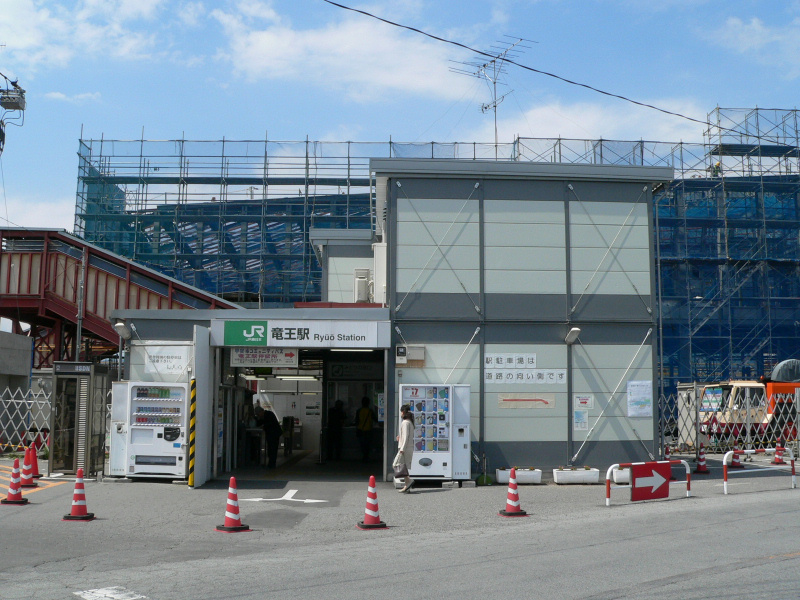
仮駅舎（2007年6月）
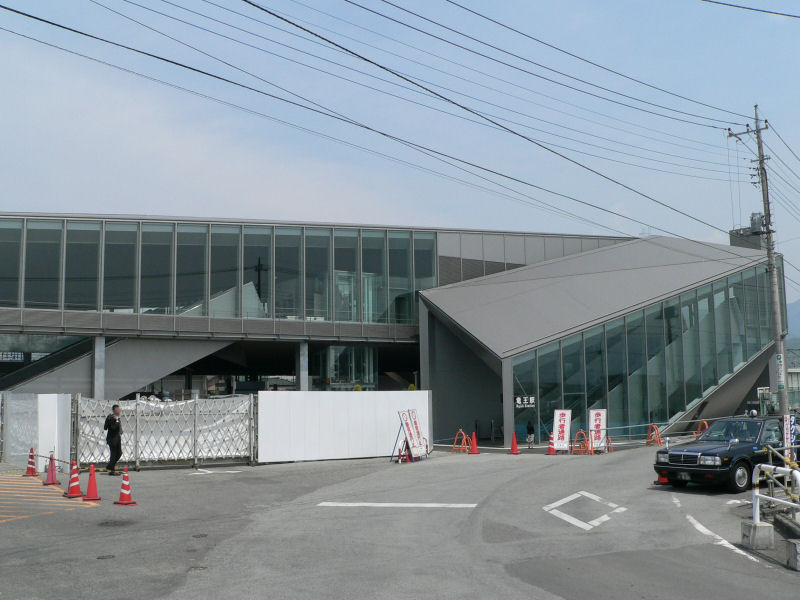
ロータリー整備前の南口（2008年4月）
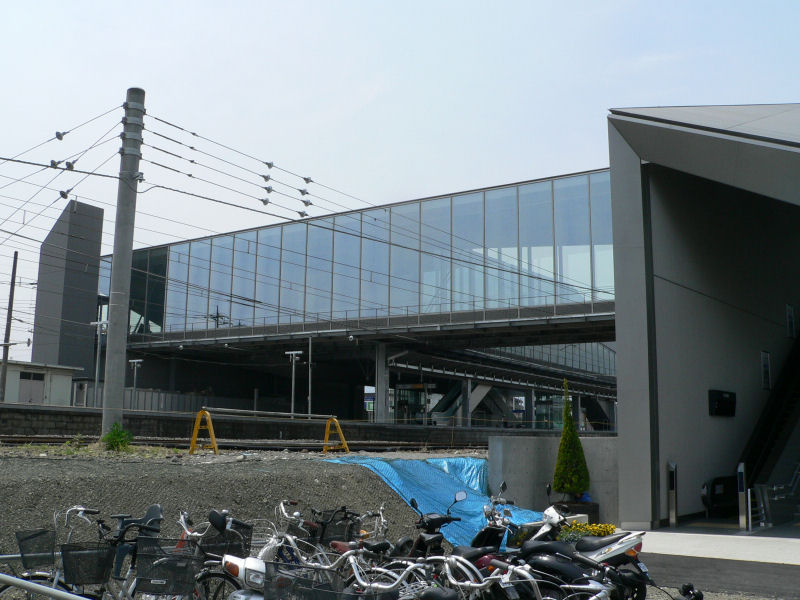
ロータリー整備前の北口（2008年4月）

## 駅構造
単式ホーム1面1線と島式ホーム1面2線、計2面3線のホームを有する地上駅で、橋上駅舎を有している。地上駅舎時代は南側のみに駅舎があり、北側にある旧敷島町地域から当駅へ向かうためには当駅から東側へ200 mのところにある中央本線のガード下をくぐらなければならなかった。駅とその周辺は安藤忠雄の設計のもと周辺整備事業が行われた結果、2008年（平成20年）3月24日には新駅舎の供用が開始された。新駅舎は橋上駅舎化されたと同時に南北自由通路が設置されたことにより、北側からも直接駅へ入ることができるようになった。これにあわせて発車標（電光掲示板）・KIOSK・観光ブースが設置された。そのうち、KIOSKは2017年（平成29年）3月31日をもって閉店している。また、駅舎と南北自由通路はガラス張りとなっており、天気がよければ東側から富士山、西側から南アルプスが一望できるようになっている。なお、南口および北口のロータリーが整備され、南口は「富士山ゲート」、北口は「昇仙峡ゲート」と名付けられている。
2021年（令和3年）1月31日までは、駅長配置の管理駅として塩崎駅を管理していたが、同年2月1日より駅長を廃止し、甲府駅の被管理駅となる。話せる指定席券売機、短距離自動券売機が設置されている。改札口はかつては有人通路のみであったが、2004年（平成16年）に当駅を含む区間が東京近郊区間に組み込まれた際に簡易Suica改札機が設置され、橋上化の際に自動改札機が設置された。また、駅前に広大な駐車場が立地しており、パークアンドライドを推進している。特急「かいじ」のうち2往復が当駅発着（甲府駅との間で回送）となっている。

### のりば
| 番線 | 路線     | 方向 | 行先             | 備考   |
| ---- | -------- | ---- | ---------------- | ------ |
| 1    | 中央本線 | 下り | 上諏訪・松本方面 |        |
| 2    | 中央本線 | 下り | 上諏訪・松本方面 | 待避線 |
| 2    | 中央本線 | 上り | 甲府・新宿方面   | 待避線 |
| 3    | 中央本線 | 上り | 甲府・新宿方面   |        |

付記事項
- 2番線は上下共用の待避線である。また、当駅 - 新宿駅・東京駅間の特急「かいじ」は2番線に停車する。上りの特急と普通列車との緩急接続は隣の甲府駅で多く行われる。
- 特急停車駅であるが、当駅 - 新宿駅・東京駅間の列車のみの停車のため下り方面への利用はできない。松本駅発着の特急「あずさ」が臨時停車する日や、当駅に停車する臨時の「かいじ」が運行される場合[17]に限り、下り方面への特急列車に当駅から乗車することができる。

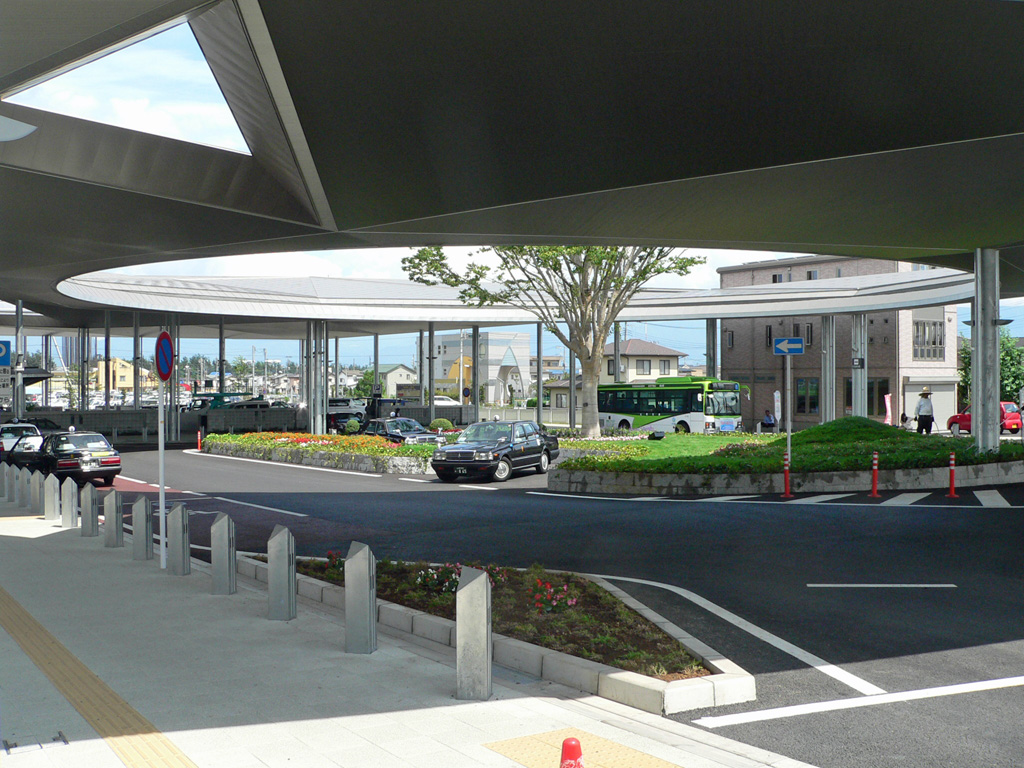
南口（富士山ゲート）ロータリー（2010年7月）
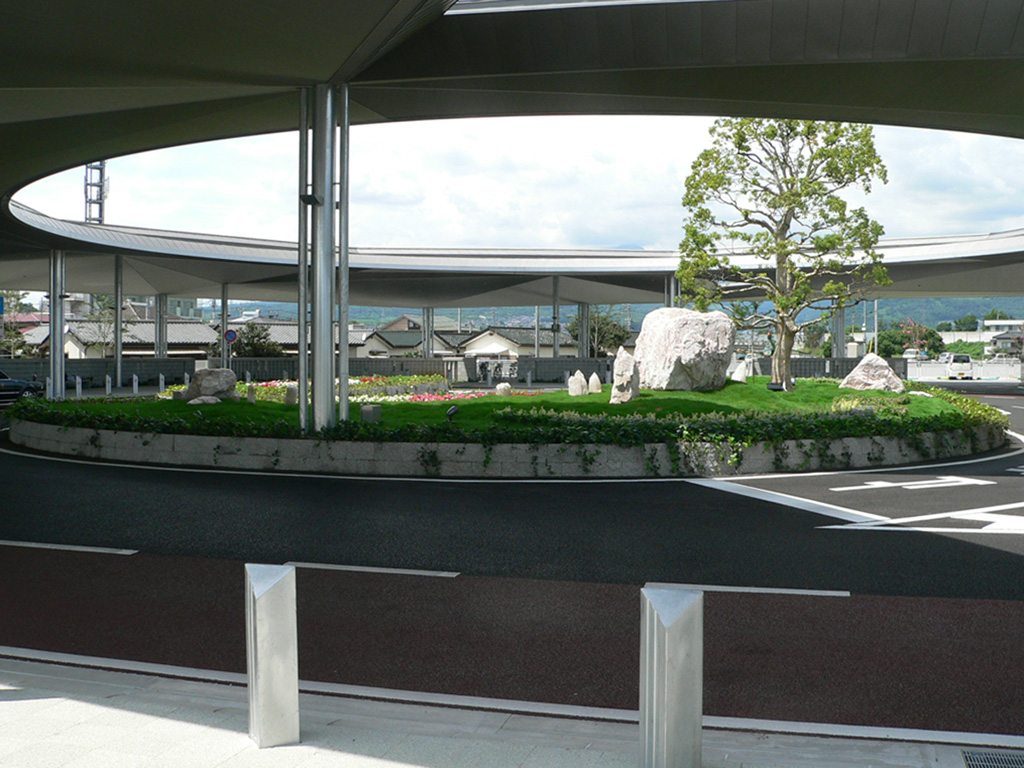
北口（昇仙峡ゲート）ロータリー（2010年7月）
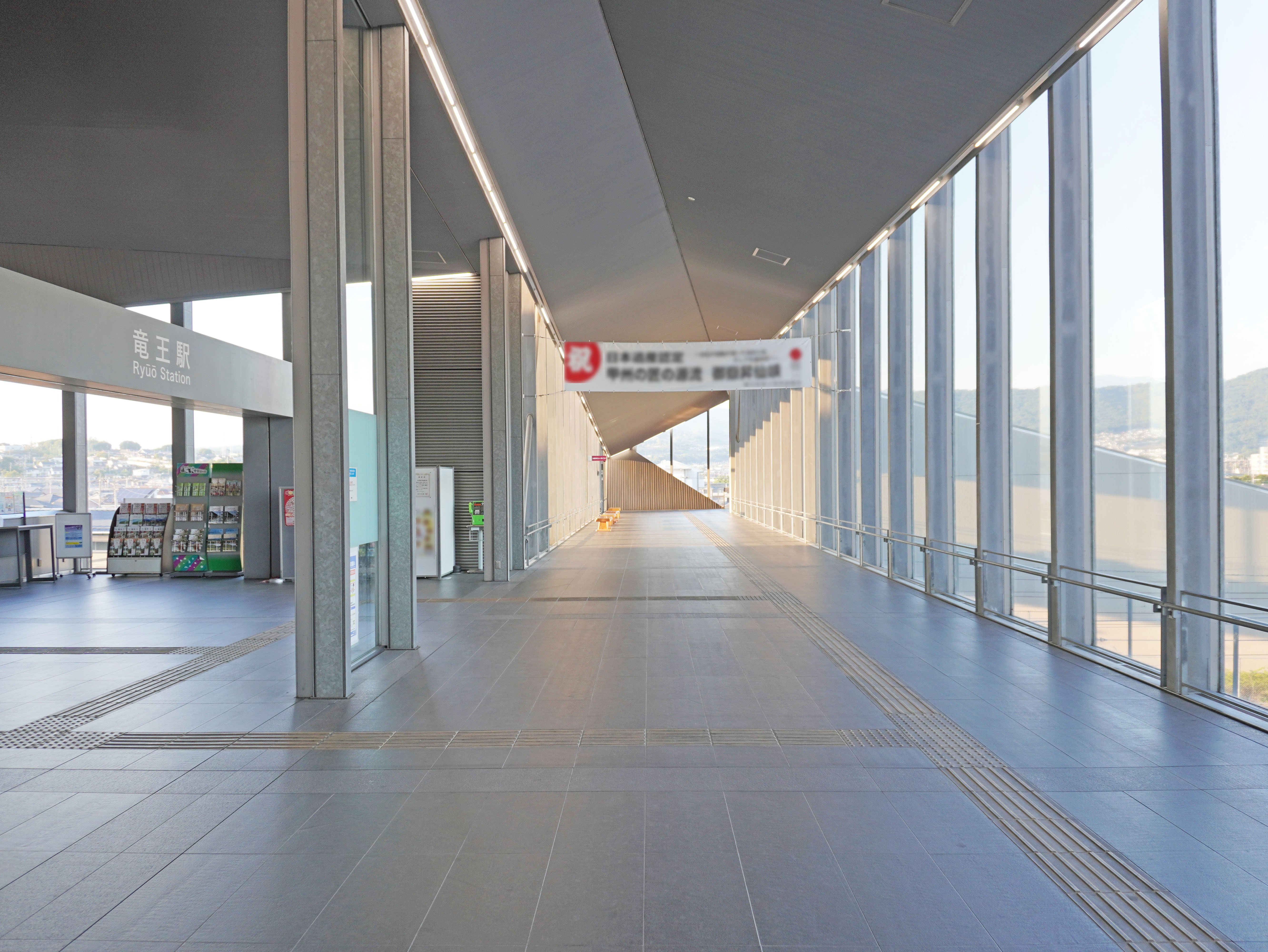
南北自由通路（2022年10月）
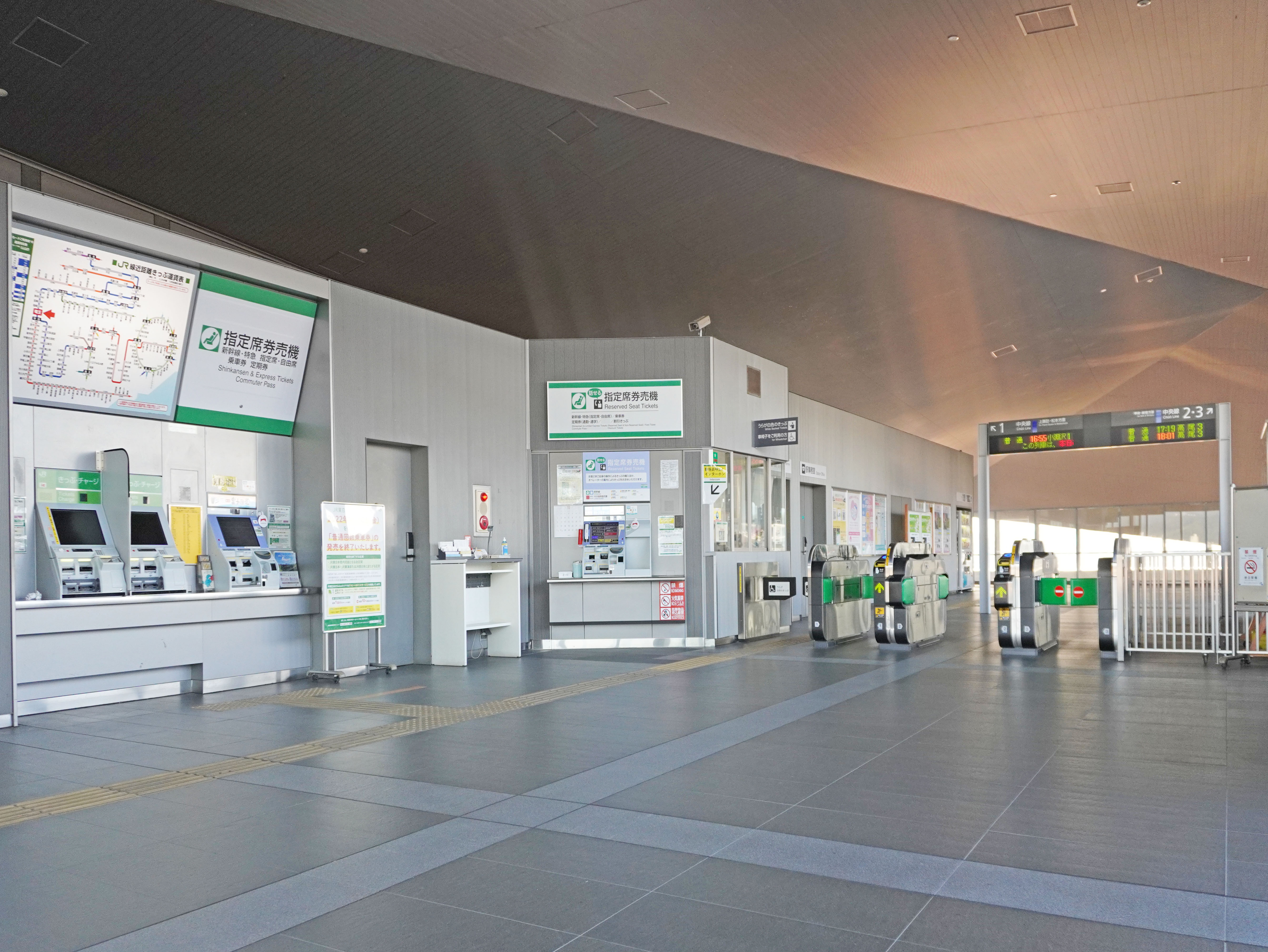
改札口と券売機（2022年10月）
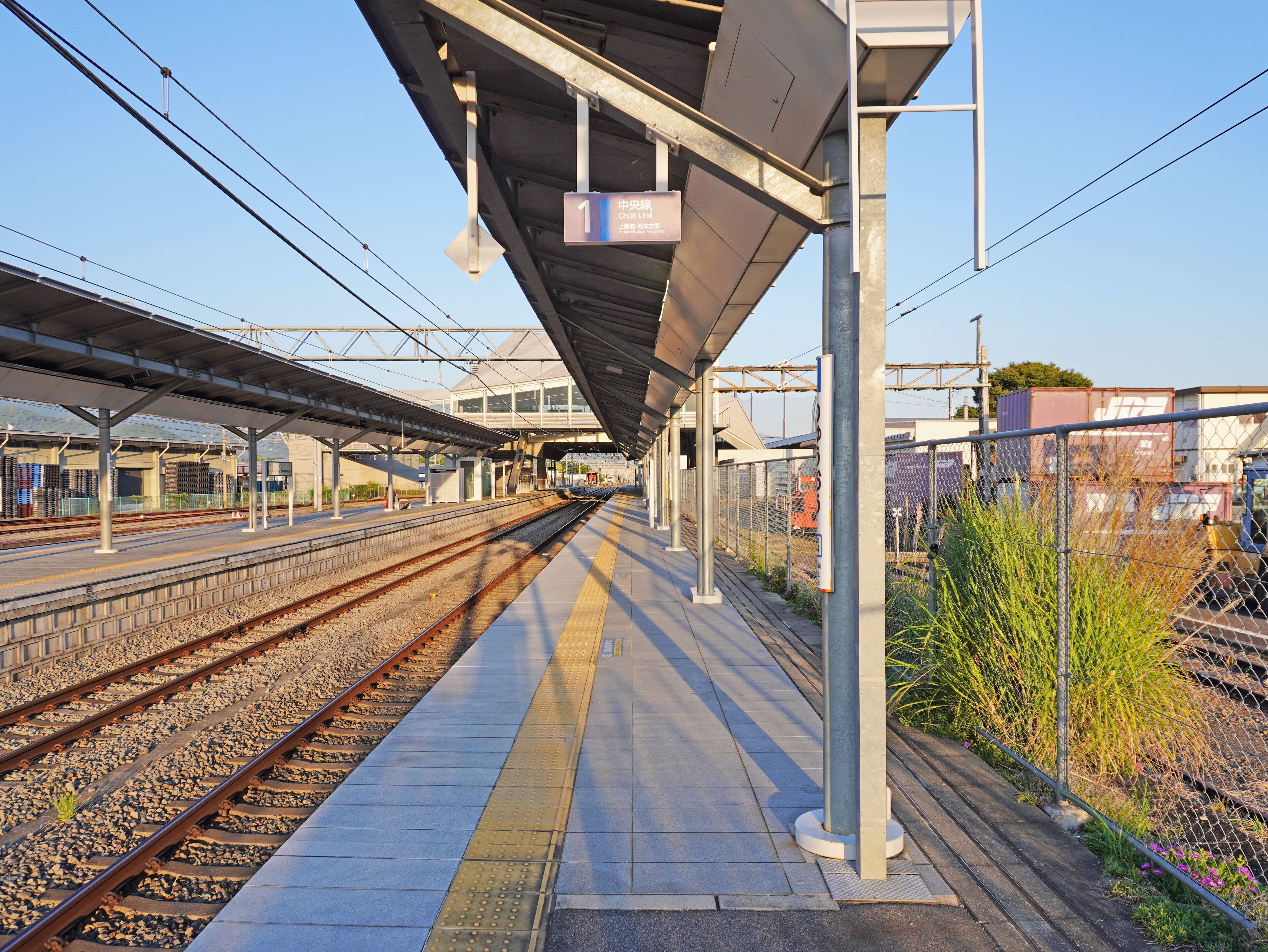
1番線ホーム（2022年10月）
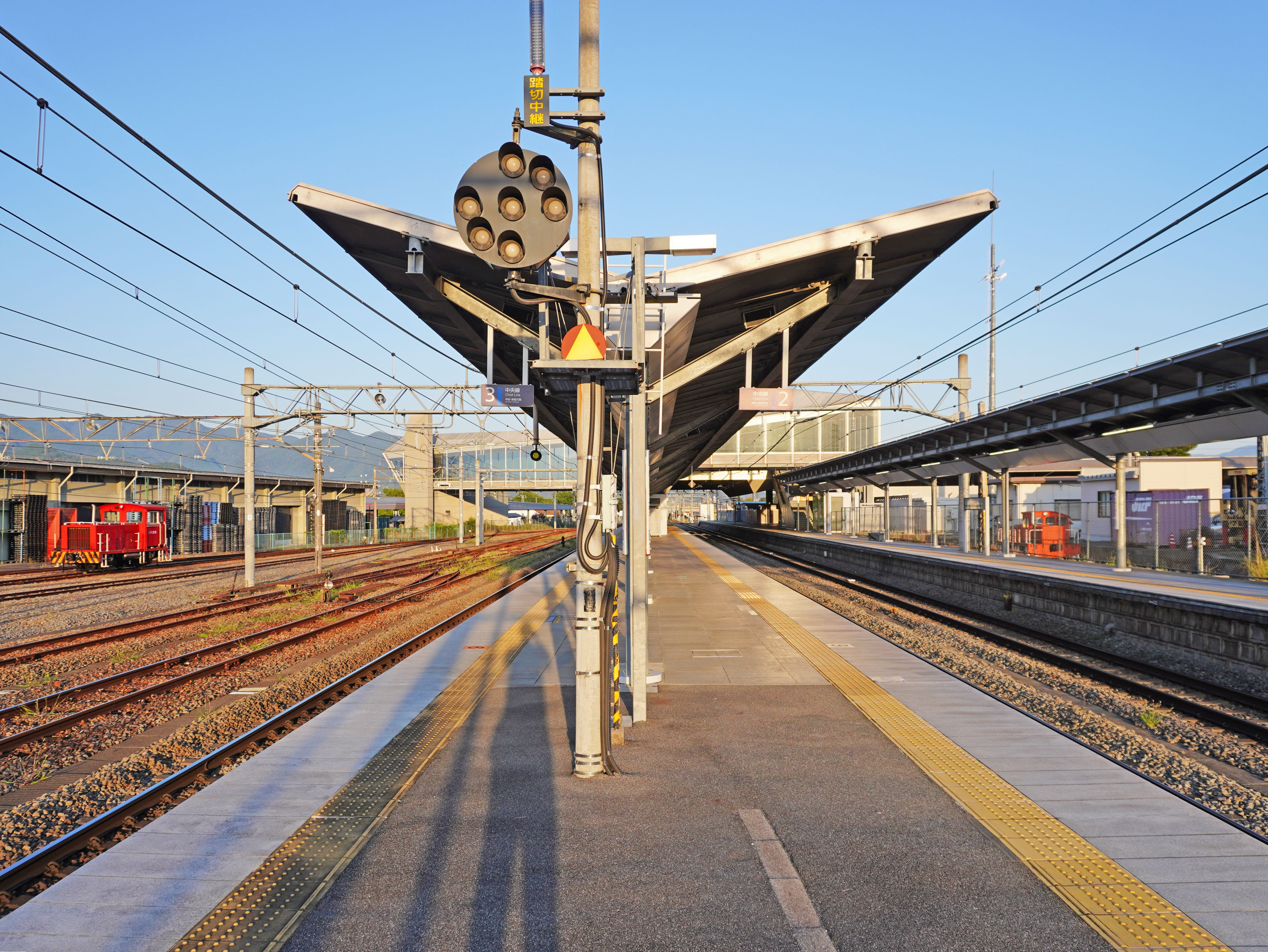
2・3番線ホーム（2022年10月）

## 貨物取扱
当駅は山梨県唯一の定期貨物列車発着駅となっている。JR貨物の設備は旅客駅南口の西側にあり、1面2線のコンテナホーム（ヤード）が設置されている。ホームは小さく、荷役線も100メートルほどと短い。駅の着発線と荷役線は、塩崎駅方に伸びる引き上げ線を介して繋がっている。また、構内の入換作業は本線牽引機が行う。
コンテナホームと本線を挟んで向い側には、ENEOS甲府油槽所が置かれ、その荷役設備へ続く専用線が敷設されている。この専用線と駅の側線は、甲府駅方の引上線を介して接続している。
- 取扱貨物
  - コンテナ貨物 - 12 ftコンテナのみを取り扱う。
  - 専用線発着の車扱貨物 - ENEOS専用線発着の石油のみを取り扱う。
  - 産業廃棄物の取扱許可を得ている。
- 貨物列車
  - 当駅を発着する貨物列車はすべて高速貨物列車。1日2往復根岸駅との間に石油輸送列車が運行されている。うち1往復が途中梶ヶ谷貨物ターミナル駅に停車し当駅発着のコンテナ車を連結・解放する。

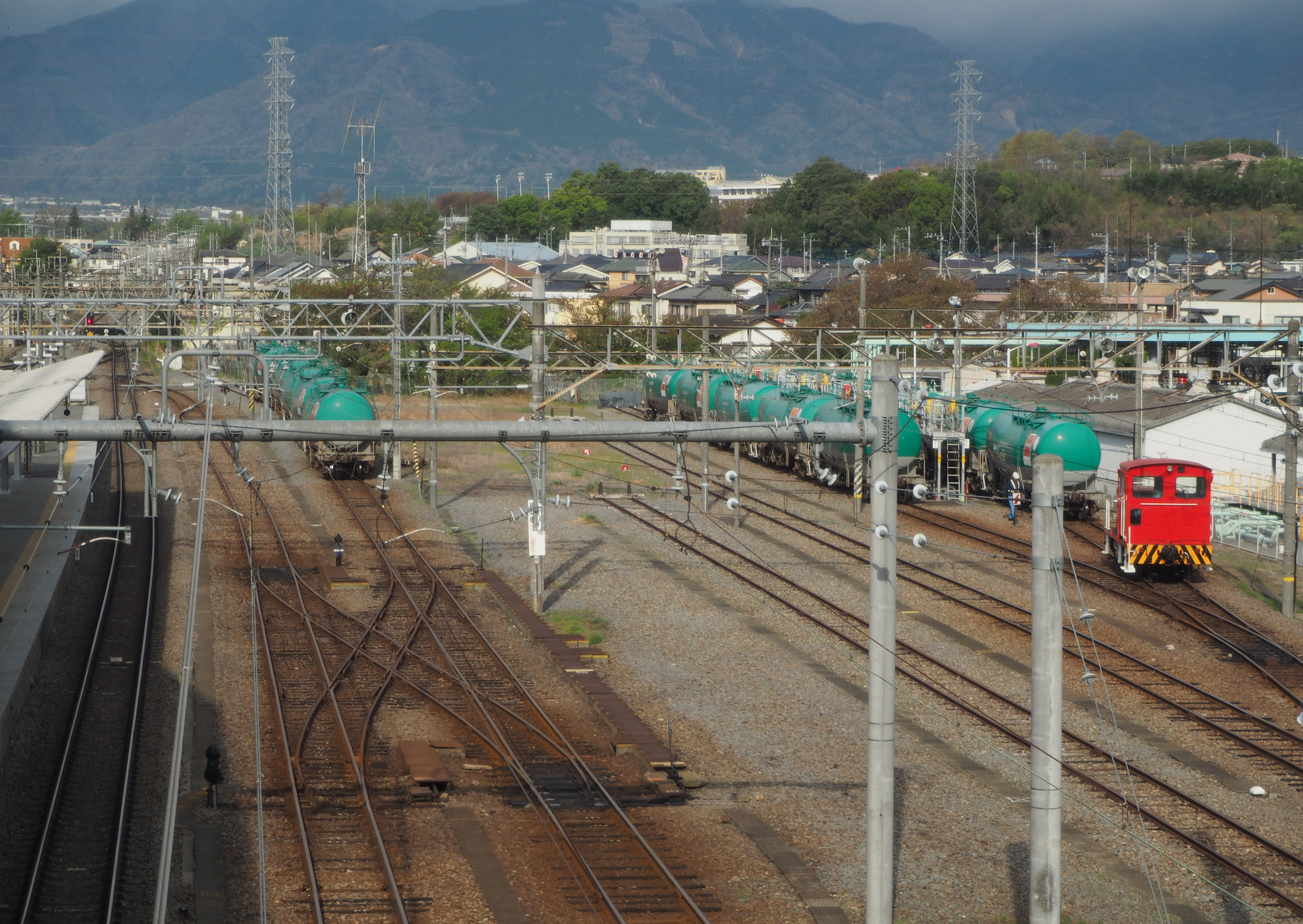
貨物駅構内（2018年4月）
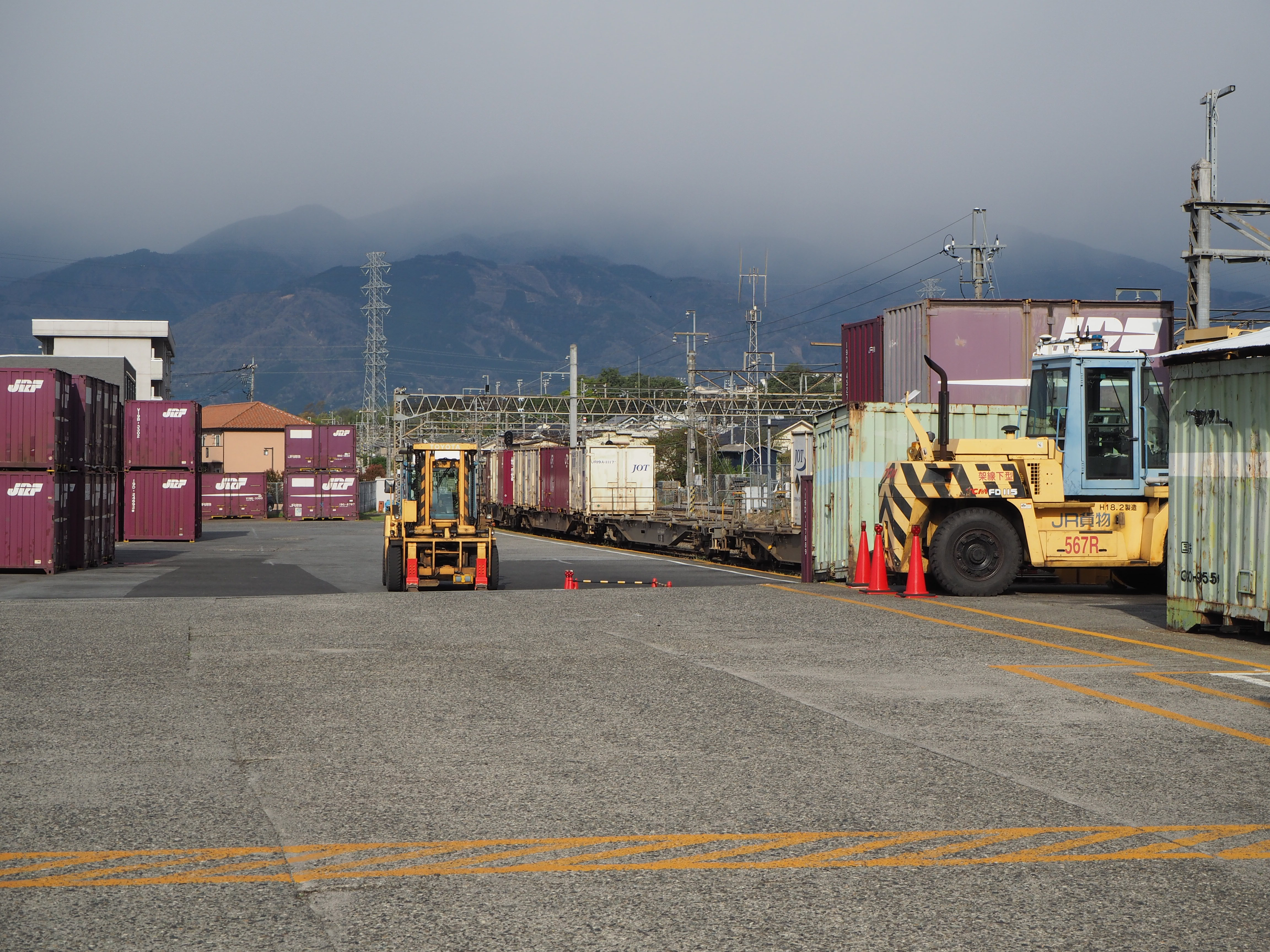
コンテナホーム（2018年4月）

## 利用状況

### 旅客
JR東日本によると、2023年度（令和5年度）の1日平均乗車人員は2,304人である。
2000年度（平成12年度）以降の推移は以下のとおりである。
| 1日平均乗車人員推移 | 1日平均乗車人員推移 | 1日平均乗車人員推移 | 1日平均乗車人員推移 | 1日平均乗車人員推移 |
| 年度                | 定期外              | 定期                | 合計                | 出典                |
| ------------------- | ------------------- | ------------------- | ------------------- | ------------------- |
| 2000年（平成12年）  |                     |                     | 2,110               | [ JR 2 ]            |
| 2001年（平成13年）  |                     |                     | 2,166               | [ JR 3 ]            |
| 2002年（平成14年）  |                     |                     | 2,327               | [ JR 4 ]            |
| 2003年（平成15年）  |                     |                     | 2,410               | [ JR 5 ]            |
| 2004年（平成16年）  |                     |                     | 2,427               | [ JR 6 ]            |
| 2005年（平成17年）  |                     |                     | 2,370               | [ JR 7 ]            |
| 2006年（平成18年）  |                     |                     | 2,318               | [ JR 8 ]            |
| 2007年（平成19年）  |                     |                     | 2,393               | [ JR 9 ]            |
| 2008年（平成20年）  |                     |                     | 2,489               | [ JR 10 ]           |
| 2009年（平成21年）  |                     |                     | 2,171               | [ JR 11 ]           |
| 2010年（平成22年）  |                     |                     | 2,061               | [ JR 12 ]           |
| 2011年（平成23年）  |                     |                     | 2,050               | [ JR 13 ]           |
| 2012年（平成24年）  | 716                 | 1,424               | 2,140               | [ JR 14 ]           |
| 2013年（平成25年）  | 728                 | 1,473               | 2,201               | [ JR 15 ]           |
| 2014年（平成26年）  | 731                 | 1,464               | 2,195               | [ JR 16 ]           |
| 2015年（平成27年）  | 741                 | 1,514               | 2,255               | [ JR 17 ]           |
| 2016年（平成28年）  | 747                 | 1,524               | 2,271               | [ JR 18 ]           |
| 2017年（平成29年）  | 757                 | 1,597               | 2,355               | [ JR 19 ]           |
| 2018年（平成30年）  | 782                 | 1,626               | 2,409               | [ JR 20 ]           |
| 2019年（令和元年）  | 812                 | 1,687               | 2,500               | [ JR 21 ]           |
| 2020年（令和02年）  | 391                 | 1,399               | 1,791               | [ JR 22 ]           |
| 2021年（令和03年）  | 473                 | 1,524               | 1,997               | [ JR 23 ]           |
| 2022年（令和04年）  | 614                 | 1,530               | 2,145               | [ JR 24 ]           |
| 2023年（令和05年）  | 725                 | 1,579               | 2,304               | [ JR 1 ]            |

### 貨物
「山梨県統計年鑑」によると、2022年度（令和4年度）の発送貨物はコンテナ貨物が24,061トン、車扱貨物が31,016トン、到着貨物はコンテナ貨物が26,915トン、車扱貨物が333,594トンである。
2000年度（平成12年度）以降の推移は以下のとおりである。
| 貨物輸送推移（単位：トン） | 貨物輸送推移（単位：トン） | 貨物輸送推移（単位：トン） | 貨物輸送推移（単位：トン） | 貨物輸送推移（単位：トン） | 貨物輸送推移（単位：トン） |
| 年度                       | 発送貨物                   | 発送貨物                   | 到着貨物                   | 到着貨物                   | 出典                       |
| 年度                       | コンテナ                   | 車扱                       | コンテナ                   | 車扱                       | 出典                       |
| -------------------------- | -------------------------- | -------------------------- | -------------------------- | -------------------------- | -------------------------- |
| 2000年（平成12年）         | 11,857                     | 17,664                     | 29,790                     | 184,236                    | [ 県 2 ]                   |
| 2001年（平成13年）         | 12,506                     | 22,116                     | 30,800                     | 234,465                    | [ 県 3 ]                   |
| 2002年（平成14年）         | 11,569                     | 24,368                     | 27,645                     | 256,539                    | [ 県 4 ]                   |
| 2003年（平成15年）         | 11,647                     | 28,656                     | 31,960                     | 259,473                    | [ 県 5 ]                   |
| 2004年（平成16年）         | 11,424                     | 26,512                     | 32,840                     | 303,684                    | [ 県 6 ]                   |
| 2005年（平成17年）         | 23,281                     | 32,840                     | 28,520                     | 303,684                    | [ 県 7 ]                   |
| 2006年（平成18年）         | 18,159                     | 25,852                     | 32,555                     | 275,544                    | [ 県 8 ]                   |
| 2007年（平成19年）         | 19,773                     | 24,208                     | 32,379                     | 261,483                    | [ 県 9 ]                   |
| 2008年（平成20年）         | 20,283                     | 23,120                     | 29,793                     | 248,239                    | [ 県 10 ]                  |
| 2009年（平成21年）         | 19,653                     | 24,704                     | 29,105                     | 266,011                    | [ 県 11 ]                  |
| 2010年（平成22年）         | 16,319                     | 25,640                     | 28,195                     | 275,716                    | [ 県 12 ]                  |
| 2011年（平成23年）         | 16,765                     | 25,992                     | 28,432                     | 279,070                    | [ 県 13 ]                  |
| 2012年（平成24年）         | 15,460                     | 26,132                     | 28,992                     | 280,876                    | [ 県 14 ]                  |
| 2013年（平成25年）         | 17,477                     | 27,476                     | 29,305                     | 296,098                    | [ 県 15 ]                  |
| 2014年（平成26年）         | 19,308                     | 29,488                     | 27,541                     | 316,179                    | [ 県 16 ]                  |
| 2015年（平成27年）         | 21,909                     | 29,208                     | 28,087                     | 314,631                    | [ 県 17 ]                  |
| 2016年（平成28年）         | 22,891                     | 29,396                     | 27,415                     | 316,007                    | [ 県 18 ]                  |
| 2017年（平成29年）         | 23,634                     | 29,794                     | 28,965                     | 319,705                    | [ 県 19 ]                  |
| 2018年（平成30年）         | 18,477                     | 30,944                     | 28,026                     | 332,304                    | [ 県 20 ]                  |
| 2019年（令和元年）         | 16,991                     | 31,068                     | 25,760                     | 333,164                    | [ 県 21 ]                  |
| 2020年（令和02年）         | 16,589                     | 29,432                     | 26,245                     | 316,007                    | [ 県 22 ]                  |
| 2021年（令和03年）         | 18,852                     | 30,288                     | 26,634                     | 326,641                    | [ 県 23 ]                  |
| 2022年（令和04年）         | 24,061                     | 31,016                     | 26,915                     | 333,594                    | [ 県 1 ]                   |

## 駅周辺
駅前を県道25号（県道甲斐中央線）が通り、国道52号、国道20号（旧甲州街道）と交差し、甲斐市役所（旧竜王町役場）へ至る。国道20号は当駅付近から南甲府方面を迂回するため南東に外れる。駅のすぐ東側には貢川が流れているほか、中央自動車道が南北に通り、中央本線と交差する。路線はほぼ真っ直ぐ東へ伸び、私立東海大学付属甲府高等学校付近を通り、荒川を鉄橋で渡って私立駿台甲府高等学校付近でやや右へ曲がり甲府駅に至る。当駅西部は赤坂台地が展開しているため、慈照寺付近で釜無川沿いに大きく右から左へ曲がり、南北に通る中部横断自動車道と交差し、塩崎駅へ至る。
- 山県大弐像
- 国道52号 美術館通り
  - 国道20号 甲府バイパス
  - 山梨県道20号甲斐早川線
- 竜王郵便局
- 甲斐市役所
- 日本年金機構竜王年金事務所
- 竜王歴史民俗資料館
- 甲府地区消防本部西消防署
- 山梨中央銀行 竜王支店
- 甲府信用金庫 甲斐支店
- ヤマダ電機テックランド山梨本店
- ケーヨーデイツー竜王駅前店
- オギノ竜王駅前店

ENEOS甲府油槽所があり、付近のガソリンスタンドへの石油類発送の拠点となっている。

## バス路線
現在の「竜王駅」停留所が整備される以前は、駅前ではなく東側へ300メートルほど道路沿いに進んだ、山梨交通の駐車場の敷地内を発着していた。
2010年（平成22年）3月27日より南北駅前広場が供用が開始されたことにより、「竜王駅」停留所の路線バスは南口広場内に移設した。なお、高速バスは以前と同じ駐車場内に発着するが、その後さらに駐車場内での移設も行われている。現在は、オギノ竜王駅前店の一角に高速バス停留所が存在する。
また、竜王駅南口より南に400メートル進むと「竜王新町」停留所があり、そこで乗降することもできる。
| 運行事業者                          | 路線（系統）・行先 | 備考 |
| 竜王                                | 竜王 | 竜王 |
| ----------------------------------- | --- | --- |
| 山梨交通                            | 37（快速）：広河原／甲府駅 | 夏季・秋季のみ運行 |
| - 京王バス - 山梨交通               | 中央高速バス甲府線：バスタ新宿（新宿駅南口） | 一部の臨時便は新宿西口着となる場合あり |
| - 京浜急行バス - 山梨交通           | - 竜王・甲府 - 羽田空港線：羽田空港 - 竜王・甲府 - 横浜線：横浜駅東口 | 「竜王・甲府 - 横浜線」は土曜・日曜・祝日と学休期間に運行 |
| - 千葉交通 - 山梨交通               | 竜王・甲府 - 東京ディズニーランド・成田空港線：成田空港 | 東京ディズニーランド停車は1往復のみ |
| - JR東海バス - 山梨交通             | 名古屋ライナー甲府号：名古屋駅 | |
| - 近鉄バス - 山梨交通               | クリスタルライナー：あべの橋駅／ユニバーサル・スタジオ・ジャパン | |
| - しずてつジャストライン - 山梨交通 | 竜王・甲府 - 静岡線：静岡駅前 | |
| 竜王駅                              | | |
| 甲斐市民バス                        | - 敷島北部線：平見城公民館／大明神 - 敷島 - 双葉線：ラザウォーク甲斐双葉 - 竜王 - 双葉線：竜王駅／ラザウォーク甲斐双葉 - 山梨大学医学部附属病院線：敷島営業所／山梨大学医学部附属病院 | - 「敷島北部線」は月曜・火曜・木曜・金曜運行 - 「敷島 - 双葉線」は火曜・土曜運行 - 「竜王 - 双葉線」は水曜・日曜運行 - 「山梨大学医学部附属病院線」は平日運行 |
| 南アルプス市コミュニティバス        | 八田・若草線：東花輪駅 | |
| 山梨交通                            | - 03：昇仙峡口 - 04：昇仙峡滝上 - 03・04：敷島営業所 | |
| 竜王新町                            | | |
| 甲斐市民バス                        | 竜王 - 双葉線：竜王駅／ラザウォーク甲斐双葉 | 水曜・日曜運行 |
| 山梨交通                            | - 35：韮崎駅 - 35・39：甲府駅 - 39：御勅使 | |

## 隣の駅
※特急「かいじ」の隣の停車駅は列車記事を参照。
東日本旅客鉄道（JR東日本）
 中央本線
甲府駅 (CO 43) - 竜王駅 (CO 44) - 塩崎駅 (CO 45)

### 記事本文
1. 1 2  『中央本線 初狩～小淵沢駅間へ「駅ナンバリング」を拡大しました』（PDF）（プレスリリース）東日本旅客鉄道八王子支社、2020年3月23日。オリジナルの2020年3月23日時点におけるアーカイブ。2020年3月23日閲覧。
2. 1 2  『週刊 JR全駅・全車両基地』 36号 松本駅・穂高駅・姨捨駅ほか70駅、朝日新聞出版〈週刊朝日百科〉、2013年4月21日、19頁。
3. 1 2 3 4  石野哲 編『停車場変遷大事典 国鉄・JR編 II』（初版）JTB、1998年10月1日、182頁。ISBN 978-4-533-02980-6。
4. 1 2 3 4  “駅の情報（竜王駅）：JR東日本”.   東日本旅客鉄道. 2020年11月9日時点のオリジナルよりアーカイブ。2020年11月9日閲覧。
5. 1 2 3 4 5  “2020年度営業関係施策（その2）について提案を受ける!” (PDF).   JR東労組八王子地本 (2020年10月5日). 2020年12月24日時点のオリジナルよりアーカイブ。2020年12月24日閲覧。
6. ↑  『朝日新聞』1903年12月16日朝刊3頁「中央東線延長開業」（朝日新聞東京本社）
7. ↑  『朝日新聞』1903年12月17日朝刊3頁「中央線甲府韮崎間開業」（朝日新聞東京本社）
8. ↑  歴史でめぐる鉄道全路線 国鉄・JR 5号、23頁
9. ↑  歴史でめぐる鉄道全路線 国鉄・JR 5号、27頁
10. 1 2  『首都圏でSuicaをご利用いただけるエリアが広がります』（PDF）（プレスリリース）東日本旅客鉄道、2004年8月23日。オリジナルの2019年7月9日時点におけるアーカイブ。2020年3月25日閲覧。
11. 1 2 3 4  「都市機能の充実したまちづくり 甲斐市のシンボル、ここに完成 竜王駅南北自由通路・新駅舎」『甲斐市広報誌かい 2008年3月号』甲斐市、2008年3月1日、3-7面。オリジナルの2022年3月8日時点におけるアーカイブ。2023年2月27日閲覧。
12. ↑  「新たな市のシンボルが完成します」『広報かい 2010年3月号』甲斐市、2010年3月1日、2-5面。オリジナルの2022年3月8日時点におけるアーカイブ。2023年2月27日閲覧。
13. 1 2  “【閉店】KIOSK 竜王1号 - KIOSK・NewDays wiki”. kiosknewdays.wiki.fc2.com. 2022年3月12日閲覧。
14. ↑  『「E353系かいじ号初列車出発式」について』（PDF）（プレスリリース）東日本旅客鉄道八王子支社、2018年6月20日。オリジナルの2019年4月5日時点におけるアーカイブ。2020年11月10日閲覧。
15. ↑  “山梨県／パークアンドライド”. web.archive.org (2020年2月16日). 2020年2月16日閲覧。
16. 1 2  “JR東日本：駅構内図・バリアフリー情報（竜王駅）”.   東日本旅客鉄道. 2025年6月7日閲覧。
17. ↑  『JR時刻表』2015年8月号 交通新聞社
18. ↑  「山梨交通竜王駅前駐車場」出入口並びに高速バス「竜王」停留所変更のお知らせ、平成22年10月13日
19. 1 2  “甲斐市民バス路線図” (PDF). 甲斐市民バスについて.   甲斐市. 2021年3月21日閲覧。

### 利用状況

#### JR東日本
1. 1 2  “各駅の乗車人員（2023年度）”.   東日本旅客鉄道. 2024年7月20日閲覧。
2. ↑  “各駅の乗車人員（2000年度）”.   東日本旅客鉄道. 2019年4月19日閲覧。
3. ↑  “各駅の乗車人員（2001年度）”.   東日本旅客鉄道. 2019年4月19日閲覧。
4. ↑  “各駅の乗車人員（2002年度）”.   東日本旅客鉄道. 2019年4月19日閲覧。
5. ↑  “各駅の乗車人員（2003年度）”.   東日本旅客鉄道. 2019年4月19日閲覧。
6. ↑  “各駅の乗車人員（2004年度）”.   東日本旅客鉄道. 2019年4月19日閲覧。
7. ↑  “各駅の乗車人員（2005年度）”.   東日本旅客鉄道. 2019年4月19日閲覧。
8. ↑  “各駅の乗車人員（2006年度）”.   東日本旅客鉄道. 2019年4月19日閲覧。
9. ↑  “各駅の乗車人員（2007年度）”.   東日本旅客鉄道. 2019年4月19日閲覧。
10. ↑  “各駅の乗車人員（2008年度）”.   東日本旅客鉄道. 2019年4月19日閲覧。
11. ↑  “各駅の乗車人員（2009年度）”.   東日本旅客鉄道. 2019年4月19日閲覧。
12. ↑  “各駅の乗車人員（2010年度）”.   東日本旅客鉄道. 2019年4月19日閲覧。
13. ↑  “各駅の乗車人員（2011年度）”.   東日本旅客鉄道. 2019年4月19日閲覧。
14. ↑  “各駅の乗車人員（2012年度）”.   東日本旅客鉄道. 2019年4月19日閲覧。
15. ↑  “各駅の乗車人員（2013年度）”.   東日本旅客鉄道. 2019年4月19日閲覧。
16. ↑  “各駅の乗車人員（2014年度）”.   東日本旅客鉄道. 2019年4月19日閲覧。
17. ↑  “各駅の乗車人員（2015年度）”.   東日本旅客鉄道. 2019年4月19日閲覧。
18. ↑  “各駅の乗車人員（2016年度）”.   東日本旅客鉄道. 2019年4月19日閲覧。
19. ↑  “各駅の乗車人員（2017年度）”.   東日本旅客鉄道. 2019年4月18日閲覧。
20. ↑  “各駅の乗車人員（2018年度）”.   東日本旅客鉄道. 2019年7月10日閲覧。
21. ↑  “各駅の乗車人員（2019年度）”.   東日本旅客鉄道. 2020年7月10日閲覧。
22. ↑  “各駅の乗車人員（2020年度）”.   東日本旅客鉄道. 2021年7月19日閲覧。
23. ↑  “各駅の乗車人員（2021年度）”.   東日本旅客鉄道. 2022年8月3日閲覧。
24. ↑  “各駅の乗車人員（2022年度）”.   東日本旅客鉄道. 2023年7月9日閲覧。

#### 山梨県
1. 1 2  『令和6年度刊行山梨県統計年鑑』（PDF）（レポート）山梨県、2024年12月、148-149頁。2025年5月29日閲覧。
2. ↑  「運輸・通信」『平成14年刊行山梨県統計年鑑』（xls）（レポート）山梨県、2002年。2025年5月29日閲覧。
3. ↑  「運輸・通信」『平成15年刊行山梨県統計年鑑（運輸・通信）』（xls）（レポート）山梨県、2003年。2025年5月29日閲覧。
4. ↑  「運輸・通信」『平成16年刊行山梨県統計年鑑（運輸・通信）』（xls）（レポート）山梨県、2004年。2025年5月29日閲覧。
5. ↑  「運輸・通信」『平成17年刊行山梨県統計年鑑（運輸・通信）』（xls）（レポート）山梨県、2005年。2025年5月29日閲覧。
6. ↑  「運輸・通信」『平成18年刊行山梨県統計年鑑（運輸・通信）』（xls）（レポート）山梨県、2006年。2025年5月29日閲覧。
7. ↑  「運輸・通信」『平成19年刊行山梨県統計年鑑（運輸・通信）』（xls）（レポート）山梨県、2007年。2025年5月29日閲覧。
8. ↑  「運輸・通信」『平成20年刊行山梨県統計年鑑（運輸・通信）』（xls）（レポート）山梨県、2008年。2025年5月29日閲覧。
9. ↑  「運輸・通信」『平成21年刊行山梨県統計年鑑（運輸・通信）』（xls）（レポート）山梨県、2009年。2025年5月29日閲覧。
10. ↑  「運輸・通信」『平成22年刊行山梨県統計年鑑（運輸・通信）』（xls）（レポート）山梨県、2010年。2025年5月29日閲覧。
11. ↑  「運輸・通信」『平成23年刊行山梨県統計年鑑（運輸・通信）』（xls）（レポート）山梨県、2011年。2025年5月29日閲覧。
12. ↑  『平成24年刊行山梨県統計年鑑』（PDF）（レポート）山梨県、2012年11月、150-153頁。2025年5月29日閲覧。
13. ↑  『平成25年刊行山梨県統計年鑑』（PDF）（レポート）山梨県、2013年11月、150-153頁。2025年5月29日閲覧。
14. ↑  『平成26年刊行山梨県統計年鑑』（PDF）（レポート）山梨県、2014年11月、150-151頁。2025年5月29日閲覧。
15. ↑  『平成27年刊行山梨県統計年鑑』（PDF）（レポート）山梨県、2015年11月、150-151頁。2025年5月29日閲覧。
16. ↑  『平成28年刊行山梨県統計年鑑』（PDF）（レポート）山梨県、2016年11月、150-151頁。2025年5月29日閲覧。
17. ↑  『平成29年度刊行山梨県統計年鑑』（PDF）（レポート）山梨県、2018年1月、150-151頁。2025年5月29日閲覧。
18. ↑  『平成30年度刊行山梨県統計年鑑』（PDF）（レポート）山梨県、2019年3月、150-151頁。2025年5月29日閲覧。
19. ↑  『令和元年度刊行山梨県統計年鑑』（PDF）（レポート）山梨県、2020年3月、150-151頁。2025年5月29日閲覧。
20. ↑  『令和2年度刊行山梨県統計年鑑』（PDF）（レポート）山梨県、2021年3月、148-149頁。2025年5月29日閲覧。
21. ↑  『令和3年度刊行山梨県統計年鑑』（PDF）（レポート）山梨県、2022年3月、148-149頁。2025年5月29日閲覧。
22. ↑  『令和4年度刊行山梨県統計年鑑』（PDF）（レポート）山梨県、2022年12月、148-149頁。2025年5月29日閲覧。
23. ↑  『令和5年度刊行山梨県統計年鑑』（PDF）（レポート）山梨県、2023年12月、148-149頁。2025年5月29日閲覧。